# پانتالاسا

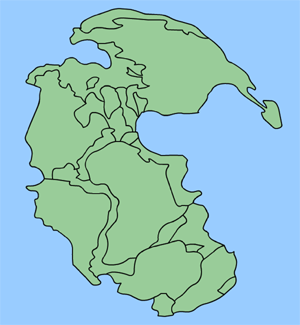
پانتالاسا (بخش‌های آبی)، پانگه‌آ (بخش‌های سبز) را احاطه کرده‌است.

پانتالاسا (به یونانی: πᾶν (همه) و θάλασσα (اقیانوس)، به انگلیسی: Panthalassa) اقیانوس جهانی بود که پانگه‌آ را در حدود ۲۷۰ میلیون سال پیش و در دورهٔ پرمین اولیه احاطه کرده‌بود.